# Robot hexapode
Ne doit pas être confondu avec plateforme hexapode.

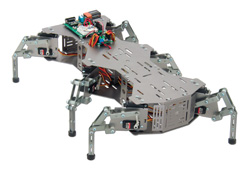
Un exemple de robot hexapode déveoloppé par Parallax Inc..

Un robot hexapode est un robot marcheur dont la locomotion est fondée sur trois paires de pattes. L'étude de la marche des insectes est d'un intérêt particulier pour présenter une alternative à l'usage de roues. Le terme se réfère donc aux robots d'inspiration biologique imitant dans le cas présent les animaux hexapodes tels les insectes. Les robots hexapodes sont considérés plus stables que les robots bipèdes du fait que dans la plupart des cas, les hexapodes sont statiquement stables. De ce fait, ils ne dépendent pas de contrôleurs en temps réel pour rester debout ou pour marcher. Cependant, il a été démontré qu'à grandes vitesses de déplacement, les insectes sont dépendants de facteurs dynamiques.

## Inspirés par la nature
Les insectes ont été choisis comme modèles parce que leur système nerveux est plus simple que celui d'autres espèces animales. De plus, des comportements complexes peuvent être attribués à quelques neurones seulement et le chemin entre les entrées sensorielles et les sorties moteurs est relativement court. Le comportement de marche de l'insecte et l'architecture neuronale sont utilisés pour améliorer la locomotion du robot. À l'inverse, les biologistes utilisent des robots hexapodes pour tester différentes hypothèses. 
Les robots hexapodes d'inspiration biologique dépendent largement de l'espèce d'insecte utilisée comme modèle. Le cafard et le phasme sont les deux insectes les plus couramment utilisés; Tous deux ont été étudiés de façon extensive sur le plan de l'éthologie et sur celui de la neurophysiologie. Au moment présent, aucun système nerveux complet n'est connu, et donc, les modèles combinent habituellement différents insectes-modèles, incluant éventuellement d'autres espèces encore.
Les robots hexapodes ont certaines limitations clairement identifiées en comparaison de leur contreparties biologiques. Leur morphologie est sujette à des contraintes mécaniques, comme le manque effectif de tarses artificiels et des sens non réalistes ne ressemblant pas à ceux des insectes. De plus, la dynamique entre les insectes et les robots mécaniques diffère de façon significative de fait que leur masse et taille sont différentes. Pourtant, les robots hexapodes ont démontré la capacité à accomplir des tâches que les véhicules équipés de roues n'ont pas réussies.

## Coordination des pattes
L'expression « coordination des pattes » se réfère au mécanisme responsable du contrôle de la transition entre les pas des pattes; en considérant que le corps ne se retourne pas. La plupart des approches essayent de répliquer l'allure d'insectes connus, par exemple l'allure en tripied ou en tétrapode. Cependant, d'autres approches ont été utilisées pour trouver des allures stables; par exemple, en lançant des programmes utilisant des algorithmes génétiques ou en optimisant l'énergie de la marche. 
Les allures de marche des insectes sont habituellement obtenues par deux approches : les architectures de contrôle centralisées et décentralisées. Les contrôleurs centralisés spécifient directement les transitions de toutes les pattes, alors que dans les architectures décentralisées, six nœuds (pattes) sont connectés en un réseau parallèle; les allures sont obtenues grâce à l'interaction entre les pattes voisines.   

## Contrôleur de la patte
Il n'y a pas de frontières à la complexité de la morphologie de la patte. Cependant, les pattes qui sont construites sur un modèle insecte ont habituellement entre deux et six degrés de liberté. Les segments des pattes portent typiquement le nom de leur contrepartie biologique, qui sont similaires pour la plupart des espèces. Du corps vers l'extrémité de la patte, les segments portent les noms de coxa, fémur et tibia; typiquement les articulations entre la coxa et le fémur et entre le fémur et le tibia sont considérées comme de simples charnières. Les modèles de l'articulation entre le corps et la coxa comprennent entre un et  trois degrés de liberté, selon l'espèce et le segment thoracique sur lequel la patte est enserrée. 

## Exemples
- Lemur (robot)
- Hexapode BREVA